# Hexakosioihexekontahexafobi

666 med grekiska siffror

Hexakosioihexekontahexafobi (klassisk grekiska: ἑξακόσιa ἑξήκοντα ἕξi, uttalat hexa-kosio-i-hexe-konta-hexafobi, ordagrant "rädsla för (numret) sexhundrasextiosex") är den rädsla som härstammar från Uppenbarelsebokens 13:18 antydan att 666 är vilddjurets tal, förknippat med Satan eller Antikrist. Hexakosioihexekontahexafober undviker saker som hör ihop med talet. Ett exempel gäller Nancy och Ronald Reagan. År 1989 flyttade de till ett hus i Bel Air i Los Angeles med adressen "666 St. Cloud Road". De lät då ändra denna till "668 St. Cloud Road". Några kvinnor uttryckte även oro över att föda barn den 6 juni 2006 (skrivet 6/6 06).
Utanför kristendomen har fobin vidare populariserats som ett motiv i olika skräckfilmer.
År 2006 listade BBC hexakosioihexekontahexafobi och dess definition som faktum nummer 64 av 100 saker vi inte kände till vid den här tidpunkten förra året.